# Julie Berthelsen
Julie Ivalo Broberg Berthelsen, használt és ismert rövid nevén Julie (1979. június 7. – ) dán származású grönlandi popénekes és dalszövegíró. Leginkább a Popstar televíziós sorozat révén vált ismertté. Bár itt második helyen végzett, híresebb és sikeresebb lett, mint az első helyezett. Nuukban, Grönland központjában nőtt fel.
Julie több előadáson is fellépett, melyek közül a leghíresebb az, amit a Christiansborg-palotában adott Frigyes és Mária esküvőjekor a dán királyi ház előtt 2004-ben.
2019. január 31-én bejelentették, hogy a DR eurovíziós dalválasztó műsorába, a 2019-es Dansk Melodi Grand Prix-be bejutott közösen Nina Kreutzmann Jørgensen-el, és League of Light című dalukkal.

## Diszkográfia
Albumok
- 2003: Home
- 2004: Julie
- 2006: Asasara
- 2009: Lige nu
- 2010: Closer

Kislemezek
- 2002: "Every Little Part of Me"
- 2003: "Shout (Out Love Will Be the Light)"
- 2003: "Completely Fallen"
- 2004: "It's a Wonderful Feeling"
- 2014: "Jesus and Josephine" (with Martin Brygmann)